# 空耳ケーキ/Raspberry heaven
「空耳ケーキ/Raspberry heaven」（そらみみケーキ/ラズベリー・ヘブン）は、Oranges & Lemonsの1枚目のシングル。2002年4月22日にLantisから発売された。
デビュー・シングルである。後に、伊藤真澄がアルバム「Wonder Wonderful」にて、セルフカバー。

## 収録曲
（全作詞：畑亜貴）
1. 空耳ケーキ[3:55]
作曲・編曲:伊藤真澄
テレビアニメ『あずまんが大王』オープニング主題歌。
2. Raspberry heaven[3:33]
作曲・編曲:上野洋子
テレビアニメ『あずまんが大王』エンディング主題歌。
3. 空耳ケーキ（off vocal）[3:54]
4. Raspberry heaven（off vocal）[3:30]